# Gefängnis Becora

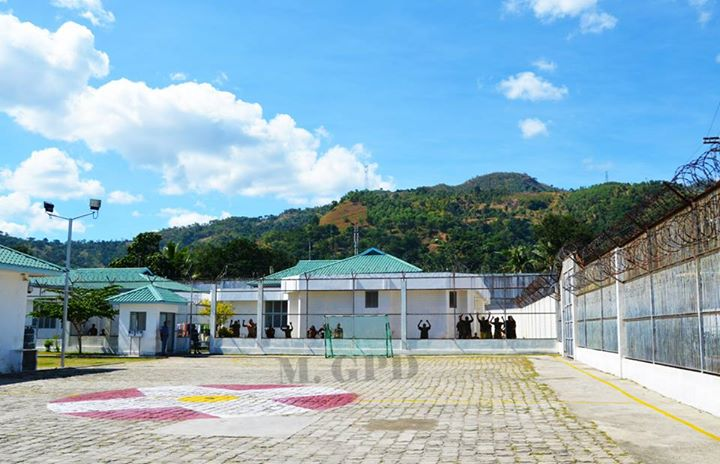
Das Gefängnis Becora (2015)

Das Gefängnis Becora (Prisão de Becora) ist das wichtigste Gefängnis Osttimors. Es befindet sich im Suco Camea (Verwaltungsamt Cristo Rei) der Landeshauptstadt Dili. 2022 saßen in dem Gefängnis 454 Straftäter, 89 davon in Untersuchungshaft. 452 waren Männer und 2 Frauen. Unter den Gefangenen befanden sich 24 Jugendliche und zehn Ausländer.

## Architektur

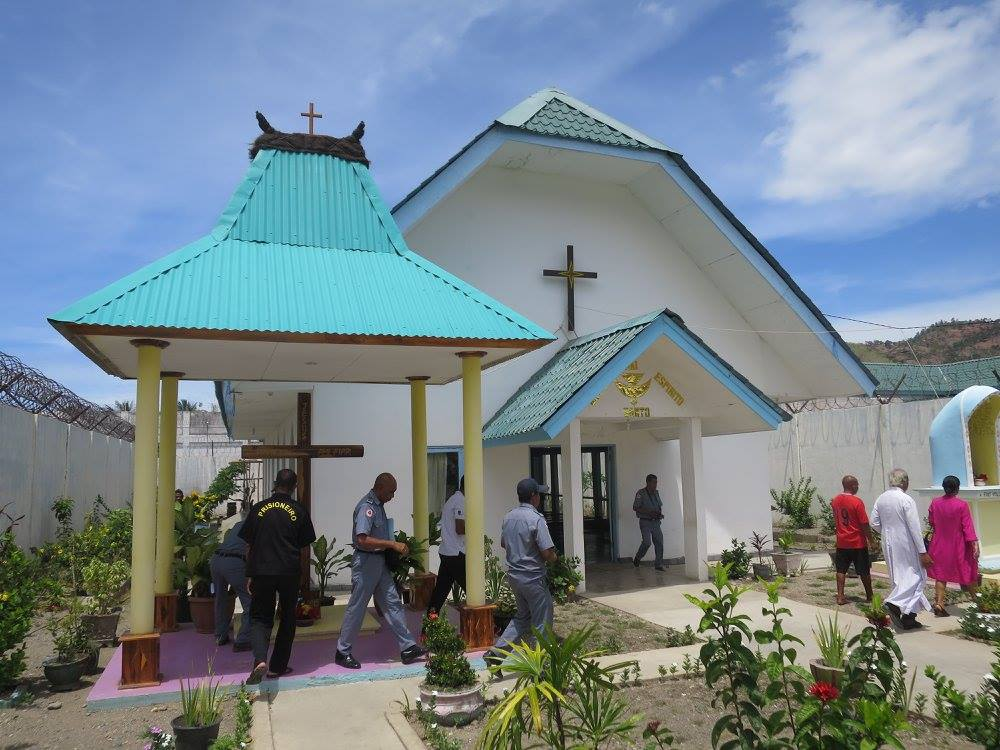
Kapelle im Gefängnis Becora

Auf dem quadratischen Areal stehen 21 einstöckigen Baracken, die von Zäunen umgeben sind. An den vier Außenecken steht jeweils ein Wachturm.

## Geschichte
Das Gefängnis bestand bereits während der indonesischen Besatzungszeit (1974–1999). Becora wurde 1986 als „humaneres“ Gefängnis gebaut, um das überfüllte bereits bestehende Gefängnis Comarca zu entlasten.
Am 30. August 2006 gelang es Alfredo Reinado, einem der wichtigsten Protagonisten während der Unruhen in Osttimor desselben Jahres, zusammen mit 56 Mitgefangenen die Flucht aus dem Gefängnis. Mit Rasenscheren hatten sie die Wärter bedroht, die daraufhin die Türen öffneten. Danach nutzten die Flüchtenden die Besuchszeit, um aus dem Gefängnis zu entkommen. Die anderen 148 Insassen flohen nicht.
Am 3. November 2013 kam es erneut zu einer Massenflucht aus dem Gefängnis Becora. 24 der über 350 Insassen entkamen. Nach der Sonntagsmesse schlugen sie zwei Wärter nieder und flohen durch den Haupteingang. Unter ihnen waren zwei ehemalige pro-indonesische Milizionäre sowie verurteilte Mörder, Vergewaltiger und Diebe. 13 der Flüchtigen wurden innerhalb kürzester Zeit wieder eingefangen. Bis auf zwei in den folgenden Tagen auch die anderen.

## Bekannte Gefangene

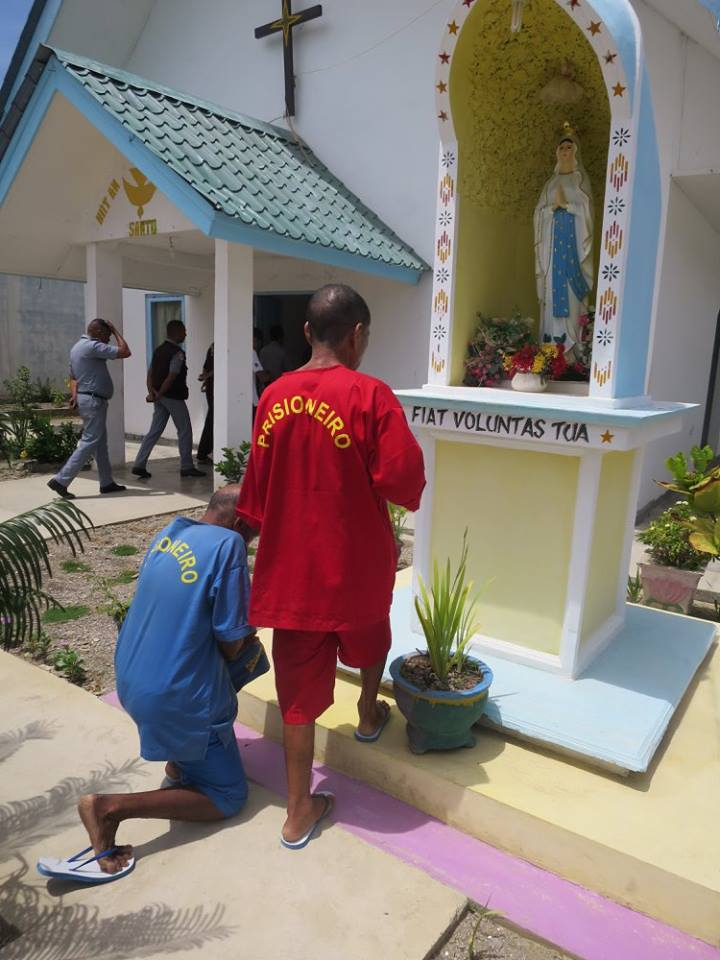
Gefangene beten vor dem Marienschrein bei der Kapelle

- Maternus Bere
- Alfredo Reinado